# Parafia św. Jana Chrzciciela w Chrzanowie
Parafia św. Jana Chrzciciela – rzymskokatolicka parafia znajdująca się w Chrzanowie, na osiedlu Kościelec. Parafia należy do archidiecezji krakowskiej i dekanatu Chrzanów.
W skład parafii wchodzą oprócz Kościelca: Źrebce.

## Historia
Być może wzmiankowane w latach 1374–1375 w spisie nowozałożona parafia dekanatu nowogórskiego Vessola Góra – Wesoła Góra to pierwsza wzmianka parafii w Kościelcu. Pierwsza pewna wzmianka parafii (i miejscowości) Kosczol pochodzi z 1404 roku.
W opisie diecezji krakowskiej Jana Długosza (1470–1480) leżała w dekanacie sławkowsko-bytomskim. Pierwsza świątynia była zapewne drewniana, a murowany kościół stał już w 1598 r. i posiadał cztery ołtarze i chrzcielnicę. W 1644 r. kościół w Kościelcu był w bardzo złym stanie, przeciekał dach, a ściany nasiąknięte wodą pękały. W 1728 r. budowli dalej się pogarszał, woda z dachu niszczyła organy, a dzwonu na wieży nie używano, na mszę dzwoniono natomiast dzwonem zawieszonym pomiędzy drzewami. Obecny kościół zbudowano w 1843 r., konsekrowano go natomiast w 1864 roku, przebudowywany był w latach 2000–2005. Dookoła kościoła istniał cmentarz parafialny zamknięty po utworzeniu obecnego cmentarza parafialnego w I poł. XIX w.

## Zabytki
W kościele znajduje się klasycystyczne i gotyckie wyposażenie, najcenniejszym zabytkiem jest jednak dzwon z 1484 r. ze znakiem górniczym w postaci skrzyżowanych kilofów. Do remontu kościoła prowadzonego w końcu XX w. w świątyni znajdowało się 6 marmurowych zabytkowych epitafiów dawnych właścicieli Kościelca, hrabiów Szembeków i Wodzickich, oraz proboszcza parafii kościeleckiej, ks. Adama Federowicza, a także Florentego Jakubowskiego, urzędnika Wolnego Miasta Krakowa. Najstarsze, hr. Florentyny z Szembeków Rembowskiej, pochodziło z 1837 r. Po remoncie kościoła pozostało tylko jedno, hr. Aleksandra i Karoliny Szembeków z 1850 r.

## Grupy parafialne
- Rada Duszpasterska
- Róże Różańcowe
- Wspólnota Odnowy w Duchu Świętym
- Bractwo Szkaplerza Świętego
- Koło Przyjaciół Radia Maryja
- Liturgiczna Służba Ołtarza